# NGC 7551
NGC 7551 est une galaxie spirale située dans la constellation de Pégase. NGC 7551 a été découverte par l'astronome américain Albert Marth en 1864.
On connait peut de choses au sujet de cette galaxie. Cela est peut-être du au fait que plusieurs sources, dont Simbad, la confonde avec NGC 7540. Son identification est donc incertaine.